# Mario Ormaechea
Mario Ormaechea López (Barcelona, España, 29 de junio de 1968), más conocido como Ormaechea, es un exfutbolista y entrenador de fútbol español que actualmente dirige a la Societat Esportiva Penya Independent de la Segunda Federación.

## Trayectoria

### Como jugador
Actuaba en la posición de delantero y con apenas 20 años debutaría en la Segunda División B de España en las filas del Albacete Balompié en la temporada 1988-89.
En la temporada 1989-90, formaría parte de la Real Balompédica Linense de la Segunda División B de España. Al terminar la temporada se marcha a la SD Ibiza de la Tercera División de España, con la que logra el ascenso a la Segunda División B de España en 1992.
En las siguientes temporadas formaría parte del Yeclano CF y del Terrassa FC.

### Como entrenador
Afincado en Ibiza, comenzó su trayectoria en los banquillos en la temporada 2007-08 digiriendo al Ibiza Sant Rafel Fútbol Club de la Regional Preferente de Ibiza-Formentera, con el que en la temporada siguiente se proclamó campeón y logró el ascenso a la Tercera División de España (Grupo XI).
Ormaechea dirigió al Ibiza Sant Rafel Fútbol Club durante tres temporadas más en la Tercera División de España (Grupo XI), desde 2009 a 2012.
En la temporada 2012-13, se marchó al Sociedad Cultural y Recreativa Peña Deportiva de la Tercera División de España (Grupo XI), al que dirigió durante tres temporadas.
El 20 de febrero de 2022, tras 7 años sin dirigir a ningún club, firma por la Societat Esportiva Penya Independent de la Tercera División de España (Grupo XI).
En la temporada 2022-23, continuaría al frente de la Societat Esportiva Penya Independent y tras clasificarla para los play-off de ascenso, el 4 de junio de 2023, lograría el ascenso a la Segunda Federación, tras vencer en la eliminatoria final a la SD Ejea.
El 23 de octubre de 2023, regresa al banquillo de la Societat Esportiva Penya Independent de la Segunda Federación, tras la destitución de Iván Ruiz García.

## Trayectoria

### Como entrenador
| Club                                          | País   | Año       |
| --------------------------------------------- | ------ | --------- |
| Ibiza Sant Rafel Fútbol Club                  | España | 2007-2012 |
| Sociedad Cultural y Recreativa Peña Deportiva | España | 2012-2015 |
| Societat Esportiva Penya Independent          | España | 2022-2023 |
| Societat Esportiva Penya Independent          | España | 2023-act. |